# Илдико Ловаш
Илдико Ловаш (мађ. Lovas Ildikó, Суботица, 18. август 1967) је награђивана мађарска списатељица, критичарка, преводитељка, уредница и добитница награде Јожеф Атила.

## Живот и каријера
Њени родитељи су Ласло Ловаш и Магдолна Киш-чепреги (мађ. Kis Csepregi Magdolna). Између 1986. и 1991. била је студент мађарског језика и књижевности на Универзитету у Новом Саду.  Дипломирала је 1991. године на Катедри за мађарски језик и књижевност Филозофског факултета Универзитета у Новом Саду.
Од 1987. њени радови се појављују на страницама часописа Új Symposion, Üzenet, Ex Symposion, Jelenkor, Kalligram, Műhely, Új Forrás. Од 1991. до 1995. радила је на Новосадској телевизији. Између 1995. и 1996. била је новинар за културну рубрику дневних новина Мађар Соа. Од 1997. до 1998. била је наставник у суботичкој Средњој економској школи "Боса Милићевић" а од 1998. до 2008. главни уредник часописа за књижевност, уметност, критику и друштвене науке „Изенет” (Üzenet). Од 2003. до 2010. била је саветник за културу у Суботици, члан Мађарског савеза Војводине од 2007. године и саветник за културу Мађарског националног већа од 2010. године.
Дела су јој превођена на српски, хрватски, немачки и бугарски језик. Аутор је будимпештанске издавачке куће са седиштем у Братислави, “Калиграм”, а њен београдски издавач је “Фабрика књига”.

## Дела
- Varázsszobor  (Магична скулптура) (антологија, 1990)
- Felütés (Напад) (антологија, 1990)
- Kapun kívül (Зборник, 1993)
- Kalamáris (кратке приче, 1994)
- A másik történet  (Друга прича) (свезак кратке приче, 1995)
- Budapesti aggadák (антологија, 1999)
- Meztelenül a történetben (Голи у причи) (роман, 2000)
- Via del Corso (приповетке, 2001)
- Könyv-Jelző (Маркер књига) (антологија, 2002)
- Huszonnyolc colour totál  (Двадесет и осам укупних боја) (антологија, 2003)
- Kijárat az Adriára James Bond Bácskában. Regény (2005)
- Spanyol menyasszony. Lány, regény (Шпанска невеста. Девојчица, роман) (2008)
- A kis kavics. Léni és Leni Riefenstahl könyve - Regény (Мали шљунак. Књига Лени и Лени Риефенштал - роман) (2010)
- Vajdasági magyar kulturális stratégia. 2012–2018 (Мађарска културна стратегија у Војводини. 2012–2018) (2011)
- Cenzúra alatti. Készülődés szabómagdaságra. Regény (Под цензуром. Припрема за кројење - роман) (2014)
- Rózsaketrec. Próza (Кавез са ружама - проза) (2016)

## Књижевни преводи
- Бошко Крстић : Градска кућа, Суботичко чудо (1999)
- Ева Грлић : Сећања (2000)
- Бошко Крстић : Сецесија у Суботици (2002)

## Награде
- Награда „Карољ Сирмаи”, за књигу Kalamáris (1994)
- Стипендија Móricz Zsigmond (1998)
- Награда Bodrogvári Ferenc (2001)
- Стипендија Гион Нандор (2004)
- Награда Sziveri János (2005)
- Награда Bezerédj Zoltán (2005)
- Награда за ротаријску књижевност (2011)
- Награда Јожеф Атила (2017)